# Héctor Socorro
Héctor Socorro (26 de junho de 1912 - 1980 foi um futebolista cubano que atuava como atacante.

## Carreira
Pela seleção cubana, participou das Eliminatórias da Copa do Mundo FIFA de 1934, marcando dois gols contra o Haiti e, posteriormente, disputou a Copa do Mundo FIFA de 1938, marcando dois gols em três jogos.